# (1785) Wurm
(1785) Wurm es un asteroide que forma parte del cinturón de asteroides y fue descubierto por Karl Wilhelm Reinmuth desde el observatorio de Heidelberg-Königstuhl, Alemania, el 15 de febrero de 1941.

## Designación y nombre
Wurm fue designado al principio como 1941 CD.
Más tarde se nombró en honor del astrónomo alemán Karl Wurm (1899-1975).

## Características orbitales
Wurm está situado a una distancia media del Sol de 2,236 ua, pudiendo alejarse hasta 2,39 ua y acercarse hasta 2,082 ua. Tiene una excentricidad de 0,0689 y una inclinación orbital de 3,773°. Emplea 1221 días en completar una órbita alrededor del Sol.